# Западносемитски езици
Западносемитските езици са класифицирани като една от трите големи подгрупи семитски езици, но тази подялба не се приема повсеместно.
Според някои семитолози като Робърт Херцог и Джон Хунегард, семитското езиково семейство на два клона: Източен и Западен. Източносемитските езици общоприето са еблаитски и акадски.
Въпросът със систематизацията на останалите семитски езици е спорен. Някои езиковеди отделят северозападните семитски езици като подгрупа на централносемитските езици, като определят в тях подгрупи на:
1. етиопските семитски езици;
2. южноарабските семитски езици и
3. арабските семитски езици.

Етиопските и южноарабските семитски езици често и почти еднозначно, езиковедите обособяват в отделна група южносемитски езици.
Класификацията на арабските езици към семитските езици е спорна, като предходно били причислявани в групата на южносемитските езици. В по-старата класификация, не е обособяван отделен северозападен клон на семитските езици, понеже арабските са причислявани към южносемитските. По-съвременните трактовки обаче, слагат арабските езици с предходните западни в обща група централносемитски езици, привкючвайки към тази група малко спорно и изчезналия етеокиприотски език.